# Буря

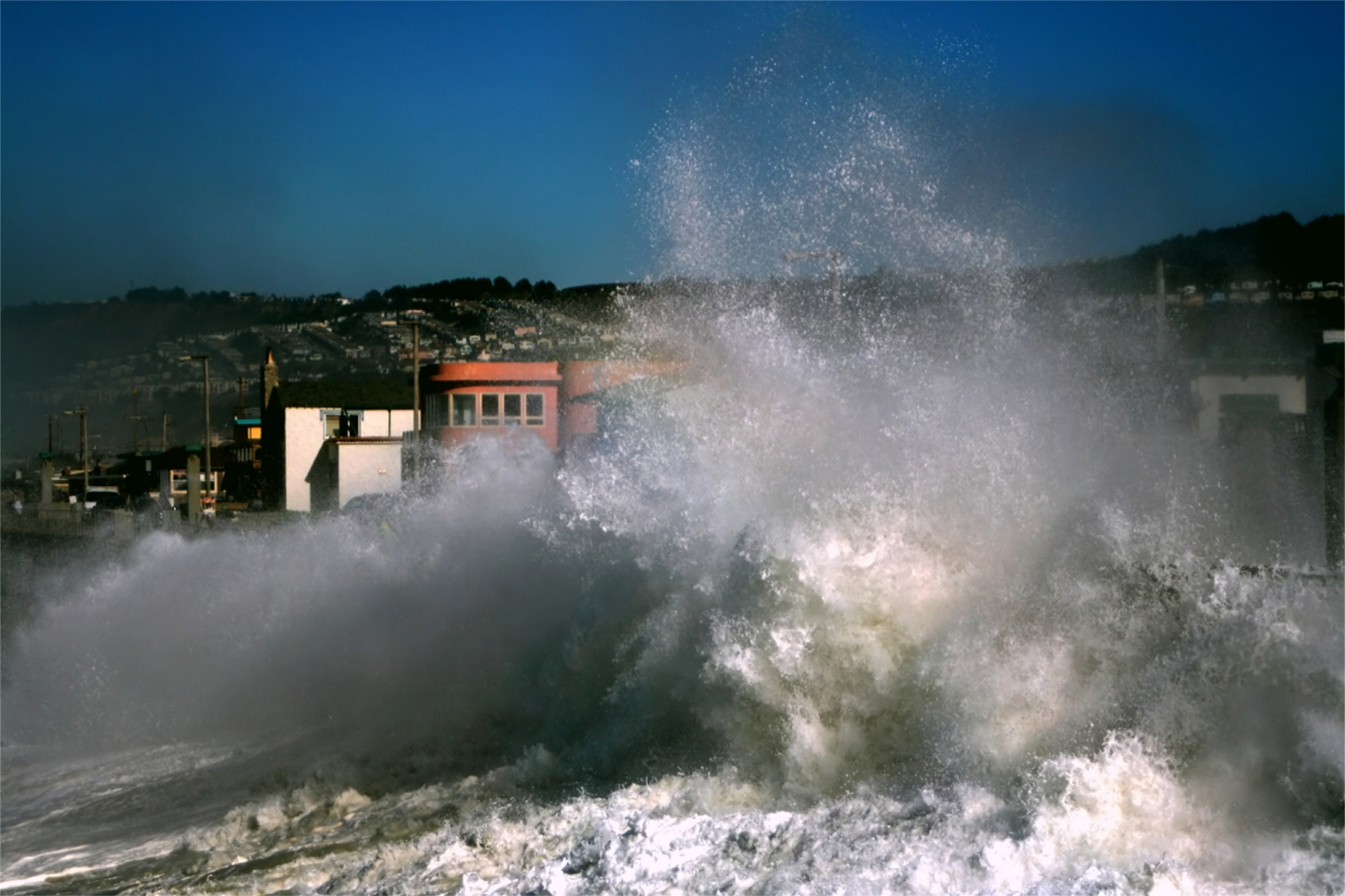
Буря на узбережжі Південної Каліфорнії, США

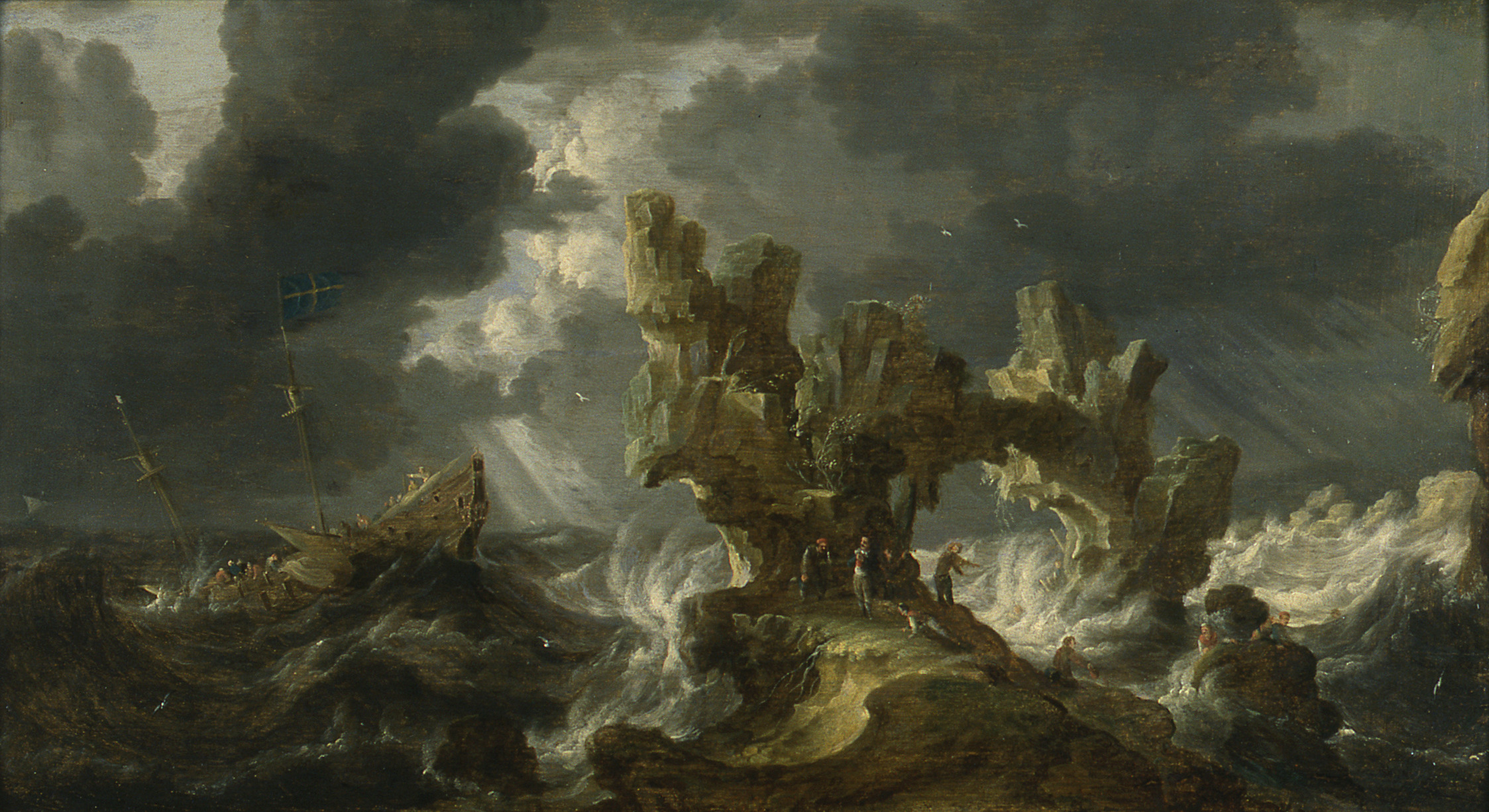
«Кораблетроща на скелястому узбережжі», Бонавентура Пітерс старший, 1650 рік

Бу́ря — природне атмосферне явище, вітер зі швидкістю 20 м/с і більше, що супроводжується значним хвилюванням на морі та руйнуванням на суходолі.
На суходолі бувають чорні, жовті, червоні та білі бурі. Чорні бурі поширені в степу і характеризуються видуванням та перенесенням чорнозему. Жовті та червоні бурі виникають в пустелях і напівпустелях і переносять пил та пісок. Білі бурі формуються на солончаках, над самосадними озерами та лагунами і характеризуються перенесенням великої кількості найдрібніших уламків солей (гіпсу, галіту).